# Stat Quo
Stanley Benton, conocido musicalmente como Stat Quo es un artista firmado por Dream Big Ventures Records y anteriormente por la Shady Records de Eminem y Aftermath Entertainment de Dr. Dre. Nació en Atlanta el 24 de julio de 1978.
También forma parte de Grown Man Music, un sello discográfico que fundó con LT Moe.
Su álbum de debut estuvo previsto para el 2007, y se tituló Statlanta. Stat Quo ha colaborado con artistas como Young Buck, Eminem, 50 Cent, The Game, T-Pain, Obie Trice, Bun B, Jermaine Dupri, Chamillionaire o The Alchemist. Tras varios atrasos de Statlanta, Quo publicó el primer sencillo llamado "Success (Back To U)". Este álbum salió el 13 de julio del 2010, bajo la discográfica Dream Big Ventures Records.

## Discografía

### Álbumes de estudio
- 2010: Statlanta